# Princess M
La Princess M era una nave traghetto appartenuta con questo nome alla compagnia di navigazione greca Marlines tra il 1985 e il 1989.

## Servizio
Varata nel 1974 in Francia come Penn-ar-Bed, fu utilizzata fino al 1984 dalla Brittany Ferries per collegamenti nella Manica, principalmente sulla rotta Plymouth - Saint-Malo. Venduta a una compagnia di navigazione svedese, fu da quest'ultima impiegata su un collegamento tra Svezia e Norvegia, con il nome Sveno Marina.
In seguito al fallimento della compagnia fu acquistata dalla greca Marlines, che la sottopose a lavori di ristrutturazione per aumentare le sistemazioni per i passeggeri aggiungendo delle sovrastrutture a poppa e nel 1985 la mise in servizio sulla Ancona - Igoumenitsa - Patrasso, affiancata in seguito dalla più grande Countess M. Alla fine della stagione 1989 il traghetto fu ceduto alla compagnia italiana Alimar, di proprietà dei Rodriquez Cantieri Navali, che lo impiegò su diverse rotte da Livorno verso Barcellona, le isole Eolie o Tunisi con il nome di Lilly R. Dal 1995 in poi la nave fu spesso noleggiata, aprendo anche rotte inconsuete come un collegamento tra Taranto e Igoumenitsa e un altro tra Tunisi e La Valletta.
Nel 1998 la Lilly R fu venduta a una compagnia araba, venendo utilizzata per collegamenti tra Bahrein e Iraq prima con il nome di Jebel Ali e poi, dal 2000, di Jabal Ali 1. Nel 2004 venne infine demolita in Turchia nel cantiere di Aliağa.